# 그레고리오 팔트리니에리
그레고리오 팔트리니에리(이탈리아어: Gregorio Paltrinieri, 이탈리아어 발음: [ɡreˈɡɔːrjo paltriˈnjɛːri], 1994년 9월 5일~)는 이탈리아의 수영 선수로 주 종목은 자유형과 오픈 워터 스위밍이다. 2016년 하계 올림픽에서 남자 자유형 15000m 종목 금메달을 획득하였으며 2020년 하계 올림픽에서 자유형 800m 은메달과 오픈 워터 스위밍 동메달을 획득했다. 또한 세계 선수권 대회에서 금메달 6개를 포함하며 메달 16개를 획득했으며 현재 남자 자유형 1500m 쇼트 코스 부문 세계 기록을 보유하고 있다.